# Starożytny Izrael w okresie rzymskim

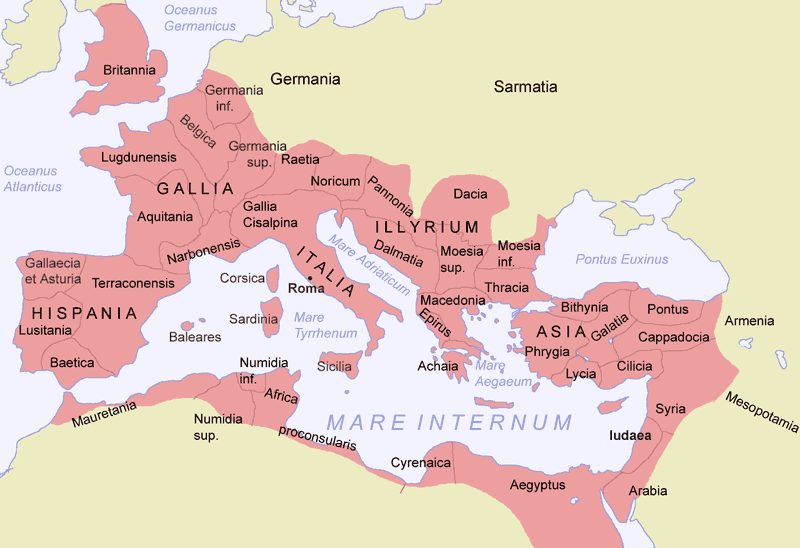
Cesarstwo rzymskie

Królestwo Heroda Wielkiego

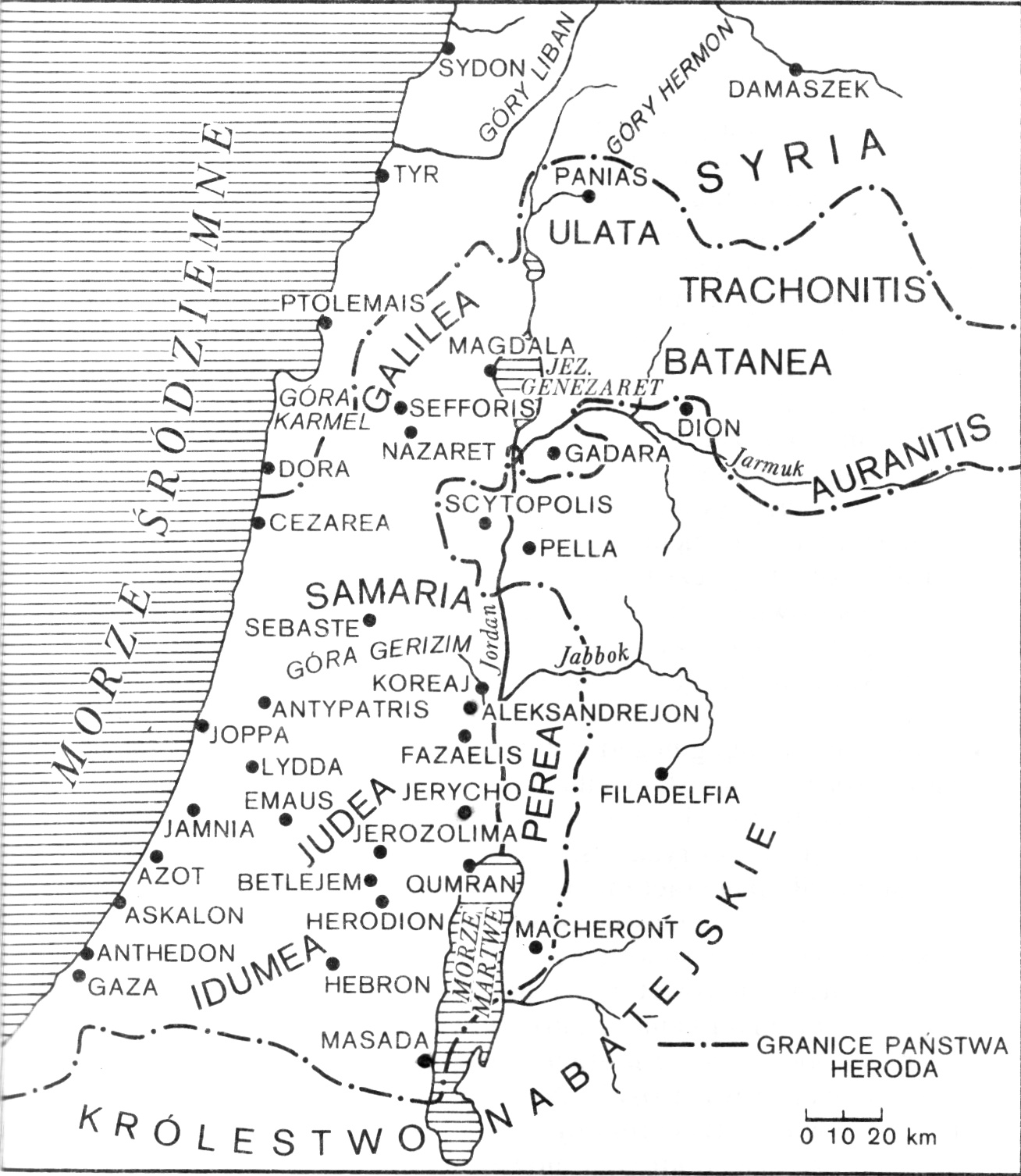
Mapa Judei za Heroda Wielkiego

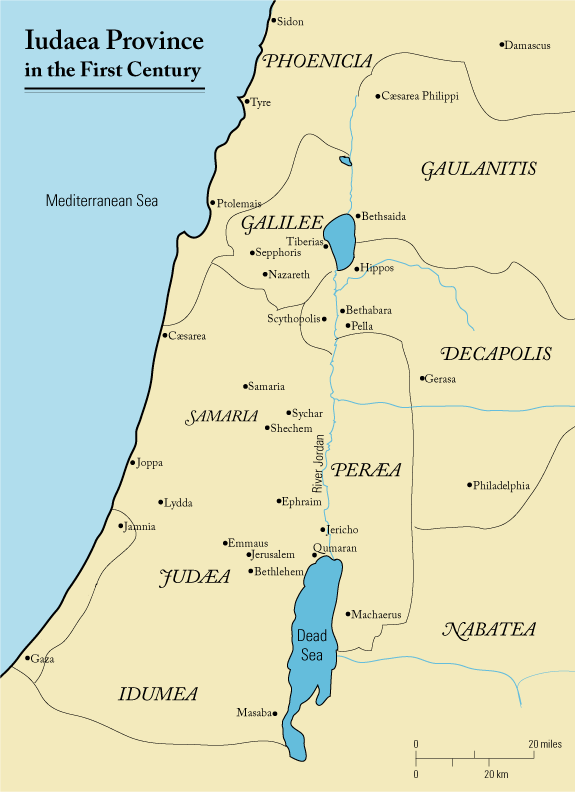
Judzkie prowincje w I wieku n.e.

Starożytny Izrael pod panowaniem Rzymu przebywał w okresie od 63 p.n.e. do 395 n.e.

## Historia
W 63 p.n.e. do Judei (od strony Syrii) wkroczył rzymski legion pod wodzą Pompejusza. Zwolennicy arcykapłana Jana Hirkana II bez walki poddali Jerozolimę. Państwo Machabeuszy przestało istnieć, a Judea znalazła się w strefie bezpośrednich wpływów imperium rzymskiego.
Prokonsul Syrii, Aulus Gabinius włączył państwo Machabeuszy do Galilei, pomniejszył obszar prowincji Judei (połączona Judea z Samarią i z 5 mniejszymi dystryktami) i podporządkował swojej kontroli prefekta Syrii. Pomimo to, Żydzi otrzymali dużą wolność w sprawach wewnętrznych w Judei.
Kolejni władcy Judei
- Jan Hirkan II – etnarcha Judei i arcykapłan w latach 63-40 p.n.e., jednak rzeczywistą władzę sprawował namiestnik Antypater, nawrócony na judaizm Idumejczyk, który dzięki manipulacjom osiągnął duże wpływy u Rzymian. Antypater wyznaczył swoich synów na namiestników: Fazael został namiestnikiem Jerozolimy i Judei, a Herod został namiestnikiem Galilei. Żydzi nienawidzili Idumejczyków i w 43 p.n.e. otruli Antypatra. W 40 p.n.e. Antygon najechał na Jerozolimę i obalił arcykapłana Hirkana. Stracono jednego syna Antypatra, Fazaela. Drugi syn, Herod uciekł, i poprzez Egipt udał się do Rzymu.
- Antygon – król Judei i arcykapłan w latach 40-37 p.n.e. Senat Rzymski uznał jednak Heroda za legalnego króla Judei. Herod na czele dwóch legionów rzymskich zdobył Jerozolimę.
- Herod I Wielki – król Judei w latach 37 p.n.e.-4 p.n.e. Żydzi go nie szanowali, gdyż był dla nich poganinem, Idumejczykiem. Aby zyskać ich przychylność Herod rozwinął gospodarkę kraju, rozbudował Jerozolimę, przebudował całkowicie i znacznie powiększył Świątynię Jerozolimską tak, że odtąd zwana była Świątynią Heroda. Herod testamentem podzielił Judeę pomiędzy trzech swoich synów. Sprawowali oni władzę jako tetrarchowie. Archelaos został tetrarchą Judei i Samarii; Herod Antypas został tetrarchą Galilei i Perei; Filip został tetrarchą Trachonitis (okręg położony na wschód od Jeziora Galilejskiego, obejmujący Betanię, Trachonitis, Auranitis, Gaulanitis i częściowo Panias). Kolejno tracili oni władzę, a władza w Judei stopniowo przechodziła w ręce rzymskich namiestników.

Zaraz po śmierci Heroda Wielkiego wybuchło w Judei żydowskie powstanie (tzw. wojna Warusa), które zostało krwawo stłumione przez legiony rzymskie stacjonujące w Syrii. W 6 roku oficjalnie wcielono Judeę i Samarię w skład rzymskiej prowincji Syrii. Przedstawiciel cesarski w Judei nosił miano prefekta i miał swoją siedzibę w Cezarei. Prawdopodobnie 7 kwietnia 30 lub 3 kwietnia 33 roku w Jerozolimie ukrzyżowano Jezusa Chrystusa, którego chrześcijanie uważają za Zbawiciela i Syna Bożego. Za Tyberiusza Juliusza Aleksandra w Judei nasiliło swoją działalność żydowskie stronnictwo Zelotów. W 66 roku wybuchło powstanie żydowskie, które skończyło się zdobyciem Jerozolimy i zniszczeniem Świątyni przez Rzymian w 70 roku oraz upadkiem twierdzy Masady w 73/74. Za Trajana, Hadriana, Antoninusa Piusa, w 197 i w 351-352 w Palestynie wybuchły kolejne powstania żydowskie. Były jednak na ogół szybko tłumione.

## Rzymscy namiestnicy Judei (6-135)

### Prefekci
- Koponiusz 6-9
- Marek Ambibulus 9-12
- Anniusz Rufus 12-15
- Waleriusz Gratus 15-26
- Poncjusz Piłat 26-36
- Marcellus 36-37
- Marullus 37-41

### Prokuratorzy
- Kuspiusz Fadus 44-46
- Tyberiusz Juliusz Aleksander 46-48
- Wentydiusz Kumanus 48-52
- Antoniusz Feliks 52-58
- Porcjusz Festus 58-62
- Albin Lucjusz 62-64
- Gesjusz Florus 64-66
- Marek Antoniusz Julianus 66-70 (daty niepewne)

### Legaci
- Terencjusz Rufus 70-71
- Sekstus Wettulenus Cerialis 71
- Lucyliusz Bassus 71-72
- Lucjusz Flawiusz Silwa 72-81
- Salvidenus ok. 80
- Gnaeus Pompeius Longinus ok. 86
- Sextus Hermetidius Campanus ok. 93
- Attykus ok. 99/100-102/103
- Gajusz Juliusz Kwadratus Bassus 102/103-104/105
- Kwintus Pompejusz Falco 105-107
- Tiberianus ok. 114
- Luzjusz Kwietus 117
- Lucjusz Cossonius Gallus 120
- Kwintus Tinnejusz Rufus ok. 132
- Sekstus Juliusz Sewerus ok. 135